# Богуши (Копыльский район)
Богуши (бел. Багушы́) — деревня в Копыльском районе Минской области Беларуси. В составе Тимковичского сельсовета.

## География
Ближайшие населённые пункты Кокоричи, Колодезное, Степуры и др.

### Гидрография
Рядом протекает река Чайка.

## История
В 1908 году в Тимковичской волости Слуцкого уезда Минской губернии.
До 23 марта 1987 года деревня входила в состав Тимковичского сельсовета, до 28 мая 2013 года — в состав Великораевского сельсовета.

## Население

### Численность
- 2019 год — 6 жителей

### Динамика
- 1908 год — 46 жителей, 9 дворов (фольварок Богуши)[3]
- 2019 год — 6 жителей (перепись населения)

## Улицы
- Озёрная

## Инфраструктура
- Агроусадьба "У озера"
- Пляж